# Delphinium incisum
Delphinium incisum là một loài thực vật có hoa trong họ Mao lương. Loài này được (Hook.f. & Thomson) Wall. ex Munz mô tả khoa học đầu tiên năm 1967.